# Bilo jednom u Americi
Bilo jednom u Americi (eng. Once Upon a Time in America) posljednji je film Sergia Leonea iz 1984. s Robertom De Nirom i Jamesom Woodsom u ulogama mladih Židova koji od dječaka iz židovskog geta u New Yorku izrastaju u vodeće osobnosti njujorškog organiziranog kriminala.
Film je premijerno prikazan na filmskom festivalu u Cannesu 1984. u originalnoj verziji koja traje 229 minuta (3 sata i 49 minuta). U SAD-u je film izašao u skraćenoj verziji koja je trajala gotovo 90 minuta kraće nego originalna koja se prikazivala u Europi. U skraćenoj verziji izbačene su scene flashbackova, a događaji su poredani kronološki. Američka verzija je zbog toga doživjela brojne kritike te bila komercijalno neuspješna na Box officeu. Razočaran lošim uspjehom, kao i reakcijama kritike i publike na ovu verziju, Leone sve do svoje smrti 1989. nije više snimio niti jedan film.

## Radnja
Film je vezan uz tri epohe američke povijesti, uz dvije flashback sekvence (najviše u 1921. i 1933. godini), zajedno s 1968. u kojoj se glavni lik prisjeća svog života. Nakon anonimnog poziva da se vrati u New York nakon 35 godina skrivanja, David "Noodles" Aaronson prisiljen je suočiti se sa svojom prošlošću dok traži osobu koja ga je pronašla.
Nakon smrti svojih prijatelja 1933., Maxa, Patsyja i Cockeyja, koje je ubila policija u pucnjavi, Noodles, kojeg progoni mafija, skriva se u opijumskom skrovištu. Skrivajući se, prepušta se uspomenama o svojem djetinjstvu u dvadesetim godinama u New Yorku. Mladi Noodles (Scott Tiler) 1921. se povlači po židovskom getu u Brooklynu kao siromašna ulična propalica. Njegovu bandu čine Patrick "Patsy" Goldberg (Brian Bloom), Phillip "Cockeye" Stein (Adrian Curran) i Dominic (Noah Mozezi), koji nema prezimena. Kriminal u getu kontrolira lokalni razbojnik Bugsy (James Russo), koji također ima svoju bandu.
Noodles i njegova banda upoznaju Maxa Bercovitza (Rusty Jacobs) i počinju vlastite pothvate uz Noodlesovo i Maxovo zajedničko vodstvo. Najvažnije sporedne teme filma su skupljanje plijena u torbu koju ostavljaju u ormariću na autobusnoj postaji (ključni detalj radnje), Noodlesovo bezuspješno koketiranje s Deborah (Jennifer Connelly), djevojkom iz susjedstva koja želi postati plesačica i glumica, i odnos bande s Deborinim bratom, Debelim Moeom (Mike Monetti). Prisjećanje na djetinjstvo završava tragedijom jer Bugsy, bijesan zbog uspjeha dječaka i njihove neovisnosti, ubija Dominica. Noodles uzvraća izbovši Bugsyja do smrti nožem. U tom trenutku pojavljuju se policajci, a Noodles biva osuđen na 12 godina zatvora.
Nova flashback sekvenca počinje u 1933. kad je Noodles (Robert De Niro) pušten iz zatvora. Ubrzo se susreće sa svojom starom bandom: Maxom (James Woods), Patsyjem (James Hayden) i Cockeyjem (William Forsythe), koji su postali glavni glavni krijumčari alkohola. Nakon kratkog susreta s Deborah (Elizabeth McGovern), njezinim bratom Debelim Moeom (Larry Rapp), koji vodi njihov ilegalni lokal, i Peggy (Amy Ryder), Patsyjevom djevojkom, koja vodi njihov bordel, Noodles se vraća na stare staze kad ga angažiraju braća Minaldi, Joe (Burt Young) i Frankie (Joe Pesci). Minaldiji žele da banda ukrade pošiljku dijamanata od draguljara i donesu ih Joeu.
Tijekom pljačke, upoznajemo se s Carol (Tuesday Weld), draguljarovom tajnicom, koju Noodles siluje dok ostali kradu dijamante. Poslije, na napuštenom doku, ubijaju Joea i njegove ljude. Noodles je ogorčen, ali mu Max otkriva da je Frankie (Pesci) sredio da eliminiraju Joea, i kaže mu da to može donijeti više posla bandi. Noodles se opire suradnji s mafijom, te posebno ističe da mu Frankie može jednog dana narediti da ubije Maxa, ali ubrzo skreće s teme.
Banda ubrzo postaje sve dublje povezana s mafijom. Interveniraju u štrajku radnika u čeličani kako bi zaštitili šefa sindikata Jimmyja Conwaya O'Donnella (Treat Williams) od tajkuna Crowninga (Gerard Murphy) i njegovih unajmljenih ubojica koje predvodi Joe Kukavica (Richard Bright). Banda je prisiljena upetljati se s korumpiranim šefom policije Vincentom Aiellom (Danny Aiello), kojeg potplaćuje čeličana. Zamjenjuju šefova novorođenog sina za neku drugu bebu u bolnici. Ubrzo nakon toga, Carol postaje sve više povezana s bandom i zaljubljuje se u Maxa. Noodles odlazi na spoj s Deborah, i nakon što ga je ona odbila, siluje ju na zadnjem sjedištu unajmljene limuzine.
Max sve više povezuje četiri prijatelja s mafijom, sindikatima i politikom. Postaje pohlepan u želji da banda zauzme respektabilniju poziciju, ali Noodles se i dalje ne slaže. Nakon završetka prohibicije, Max predlaže pljačku njujorške banke federalnih rezervi, a Noodles se počne protiviti smatrajući kako je to samoubojstvo. Carol uvjerava Noodlesa da oda policiji plan u nadi da će trojica prijatelja biti uhićena. Nažalost, Max, Patsy i Cockeye ubijeni su u obračunu s policijom; ispostavlja se da je Maxovo tijelo tako spaljeno da se ne može ni identificirati. Noodles, koji treba novac kako bi pobjegao, odlazi na autobusnu stanicu, ali otkriva kako je netko pokupio novac iz torbe i zamijenio ga novinama.
Radnja se tada premješta u 1968. Noodles se vraća iz Buffaloa, gdje je živio zadnjih 35 godina pod lažnim imenom. Vrativši se u staru četvrt, posjećuje Moea, koji i dalje drži lokal i Deborah, sada uspješnu glumicu koja je u vezi s ministrom trgovine, Christopherom Baileyjem. Noodles ponovno odlazi na autobusnu stanicu i u kovčegu nalazi novac s anonimnom porukom kako je unaprijed isplaćen za posljednji posao. Odmah mu postaje jasno kako je Max još živ, da je lažirao svoju smrt 1933. uz pomoć mafije, i ponovno se uzdigao, ovaj put kao moćni i bogati Bailey. Budući da mu slijedi istraga za korupciju, "Bailey" šalje kovčeg pun novca, s kojim misli unajmiti Noodlesa da ga ubije. Max će se izvući od istrage neokaljane časti, a Noodles ima priliku osvetiti se čovjeku koji mu je ukrao život. Noodles odbija i odlazi. Napuštajući Baileyjevo imanje, primjećuje čovjeka, Maxa, kako ga slijedi. U tom trenutku prolazi kamion za smeće između dvojice, a kad se maknuo, drugi čovjek je nestao. Kamera se fokusira na to kako kamion melje smeće, sugerirajući kako se Max ubio bacivši se u stroj. Dok svjetla kamiona nestaju u noći, dva auta puna pijanaca prolaze u drugom smjeru. Jedno vozilo potječe iz tridesetih, a ljudi u njemu obučeni su u odjeću iz tog perioda. Ostaje nepoznato je li ovo samo još jedan flashback ili kostimirana zabava na kotačima. Film se vraća u tridesete s Noodlesom u opijumskom skrovištu. Leži na malom krevetu kao na početku priče, uvlači malo opijuma iz lule, okreće se prema kameri i počinje se blaženo smijati. Slika se zamrzava, počinje odjavna špica.

## Roman

### The Hoods
Film je nastao prema autobiografskom romanu The Hoods Harryja Greya (pseudonim), bivšeg gangsterskog doušnika. Sami roman govori samo o prvim dvjema trećinama filma. Radnja je vjerno prenesena iz knjige, iako scene silovanja nema u romanu, a imena nekih likova su različita.
Druga velika razlika je u tome što se u romanu pojavljuje nekoliko povijesnih mafijaških figura, kao što su Frank Costello, Meyer Lansky i Bugsy Siegel. Leone ih nije htio uvrstiti u priču jer je smatrao kako će odvući pozornost od glavne priče. Mafija je ipak zastupljena u filmu, u kratkoj sceni pojavljuju se izmišljena braća Minaldi, Frank i Joe, koje glume Joe Pesci i Burt Young. Osim toga, neki likovi su nastali prema stvarnim mafijaškim ličnostima: lik Noodlesa djelomično je temeljen na Meyeru Lanskyju, a lik Maxa na Bugsyju Siegelu (Maxova reakcija kad ga Noodles naziva "ludim" preuzeta je direktno iz Siegelovih stvarnih reakcija na njegov nadimak), a nekoliko ubojstava i kriminalnih djela temeljeno je na fotografijama stvarnih incidenata, kao što je ubojstvo Joea Minaldija, koje je temeljeno na ubojstvu Bugsyja Siegela.
Leone je htio snimiti ovaj film prije svog špageti-vesterna Dobar, loš, zao, ali nije mogao otkupiti prava na roman i dogovoriti sastanak s autorom. Gray se konačno sastao s Leoneom nekoliko puta tijekom šezdesetih i sedamdesetih jer je bio obožavatelj Leoneovih vesterna; prije svoje smrti 1982. je pristao na filmsku adaptaciju. Jedan od razloga zašto je produkcija trajala tako dugo bio je taj što je i drugi producent imao prava na roman i nije ih htio prodati do kraja sedamdesetih.
Leone je puno razmišljao koje će glumce angažirati za razne uloge. Bio je zainteresiran za Gerarda Depardieua, kojemu je ponudio da nauči engleski s njujorškim naglaskom ako hoće ulogu u filmu. Richard Dreyfuss bio je jedan od kandidata za ulogu Maxa, a Leone je razmišljao i o Tomu Berengeru i Dustinu Hoffmanu. Pokušao je angažirati mlađeg redatelja, kao što je to napravio u filmu Za šaku dinamita. Prvo je angažirao Johna Miliusa, njegovog obožavatelja koji je bio zainteresiran za ideju, no radio je na filmu The Wind and the Lion i na scenariju za  Apokalipsu danas, pa se nije mogao posvetiti projektu.

## "Opijumska teorija"
Film počinje i završava u 1933., s Noodlesom koji se skriva od sindikalnog ubojice u opijumskom skrovištu. Budući da se u zadnjem kadru filma Noodles smije pod utjecajem droge, neki su interpretirali film kao fantaziju ili san potaknutu opijumom, s tim da se Noodles prisjeća svoje prošlosti i predviđa budućnost. U svojem komentaru na DVD-u, povjesničar filma i kritičar Richard Schickel kaže da konzumenti opijuma često govore o živopisnim snovima te da u tim vizijama vide svoju prošlost i budućnost. U dokumentarcu "A Fistful of Sergio Leone" se spominje kako je sam Leone natuknuo teoriju jednom filmofilu koji je upravo pogledao film.
Protivnici "teorije snova" ističu činjenicu da scena iz 1968. uključuje nekoliko anakronima - glazbu Beatlesa, televiziju i reference na Vijetnamski rat - koji nisu postojali 1933., te da Noodles ne bi mogao predvidjeti takve stvari.
Zagovaratelji teorije tvrde da posljednja scena s Noodlesom koji odlazi s imanja ide u prilog hipotezi o snovima. Film počinje s izvođenjem pjesme "God Bless America" (skladane 1938.), a u posljednjoj sceni ljudi voze aute iz tridesetih pjevajući istu pjesmu. Baileyjeva izdaja u budućnosti može se interpretirati kao prijenos krivnje. Noodles podsvjesno okrivljuje Baileyja za ulazak u organizirani kriminal i neuspjeha veze s Deborah, a na neki način se osjeća izdanim Maxovim sve većim ambicijama.

## Alternativne verzije

### Nesnimljena naslovna scena
Prijelaz iz 1933. u 1968. je trebao biti jasniji, ali se scena pokazala prezahtjevnom. Iz originalne knjige snimanja:
"Čujemo huku kotača i zvižduk sirene vlaka, pogled preko tračnica zaklonjen je motorom i autima - auto za autom, krcat Modelima T ili nekima koji je Ford 1933. izbacio... Vlak i dalje prolazi, ali auta više nisu Fordovi iz 1933. Postaju modeli iz 1968., ljubičasti, tirkizno i smaragdno zeleni, uz naslov koji ispunjava ekran: BILO JEDNOM U AMERICI. Vlak nestaje praćen klopotanjem, a rampa se diže. Ali mi više ne buljimo u seosko prostranstvo. Umjesto toga vidimo nepregledan red nebodera, cementni Grad Oz. Na čelu kolone koja ide prema nama je Chevrolet iz 1960. Vozač je također u svojim šezdesetima... Noodles, četredeset godina poslije."

### Izbačene scene
Originalni scenarij, dovršen u listopadu 1981., bio je dug 317 stranica.
Krajem snimanja, Leone je imao oko osam do deset sati materijala. Uz pomoć svog montažera Nina Baraglija uspio je to srezati na gotovo šest sati te želio objaviti film u dva trosatna dijela. Producenti su odbili (djelomično zbog komercijalnog podbačaja Bertoluccijeva dvodijelnog Dvadesetog stoljeća), a Leone je bio prisiljen još skratiti film, na 229 minuta.
Leone je rekao da bi idealna duljina trajanja filma bila "između četiri sata i deset minuta i četiri sata i dvadeset i pet minuta" (250 do 265 minuta) te da bi u takvoj verziji bile ubačene scene Noodlesova odnosa sa ženama.
Važnije scene koje nisu ubačene u verziji od 229 minuta:
- Mladi Noodles se vraća u svoj stan i ugleda roditelje kako se mole, dok na stolu nema večere. Nakon što su ga roditelji kritizirali što je "zločest", Noodles odvraća kako je novac njegov bog.
- Kratka scena iz 1921. koja prikazuje kako policija privodi lokalnog razbojnika Bugsyja (James Russo) i njegovu bandu dok ih gledaju Noodles i njegova banda. Ovo bi se pojavilo točno prije sastanka bande s braćom Capuano u luci.

Ta scena trebala je pokazati zašto Noodlesova banda surađuje s Capuanima. Dijalog iz te scene odaje kako je Bugsy radio s njima, ali kako su on i njegovi završili u zatvoru, pa Noodles i ekipa preuzimaju njihov stari posao.
- Kadrovi crne limuzine koja prati Noodlesa.
- Zloslutni kamion za smeće, korišten kao veza između 1933. i 1968.
- Ministar Bailey u svađi sa starijim Jimmyjem O'Donnellom o malverzaciji s mirovinama, trenutak prije Noodlesova sastanka s potonjim.
- Flashback pod utjecajem opijuma s Noodlesom i bandom u dječačkoj dobi.
- Scene s Louise Fletcher u ulozi direktorice groblja Riverdale.
- Noodlesov prvi sastanak s Eve (Darlanne Fluegel) i mnoge druge manje scene s Eve. U originalnoj knjizi snimanja, ovo se pojavljuje nakon što je on silovao Deborah (što se događa noću, a ne u rano jutro). Pijani Noodles ugleda Eve u ilegalnoj točionici alkohola i odlazi s njom u krevet, nazivajući je 'Deborah'.
- Scene s Noodlesom kako gleda Deborah u mjuziklu u noćnom klubu, malo prije njihova spoja, kao i scene iz Shakespearova Antonija i Kleopatre.
- Scena s Noodlesom kako razgovara s vozačem limuzine prije spoja s Deborah. Jasna je mržnja između dvojice likova, u načinu na koji drugi Židovi gledaju na židovske gangstere. Scena je izrezana jer je producent Arnon Milchan, koji je glumio vozača, mislio kako nije trebao imati takvu primjetnu ulogu u filmu i da ljudi ne izvuku pogrešne zaključke iz njegova cameo pojavljivanja.
- Duga scena sa šefom policije Aiellom (Danny Aiello) i njegove povezanosti sa štrajkolomcima. (Dio dijaloga iz scene je prerađen u kratki intervju s Aiellom na stubištu policijske postaje u konačnoj verziji). Kao nastavak toga, snimljena je i scena u kojoj članovi bande s korumpiranim političarem Sharkeyjem (Robert Harper) planiraju slavnu zamjenu beba. Noodles želi i ubiti Aiella, ali ga Max i Sharkey razuvjeravaju od te zamisli.
- Kratka scena tijekom Noodlesova, Maxova, Carolina i Evina ljetovanja na Floridi gdje spasilac, nakon što je čuo za ukidanje prohibicije, na plaži iskopa bocu pića i ispije ju.
- Starija Carol (Tuesday Weald) otkriva Noodlesu da Max ima sifilis. U originalnoj knjizi snimanja, u ovoj sceni (smještenoj između scene na plaži i one s Carol i Noodlesom ispred zgrade Federalnih rezervi) Carol otkriva Noodlesu i detalje o Evinoj smrti: "Oh, kako je čekala, ali ti se nikad nisi pojavio... Zatvorila je prozore i zaključala vrata, nitko nije pošao provjeriti. Bila je tamo cijelo vrijeme, sa svojim malim kapsulama... na sprovodu sam bila samo ja." (Zadnji dio scene vjerojatno nije ni snimljen, jer se Evina smrt u filmu opisuje na drugačiji način).

Sve ove scene su snimljene, a materijal i dalje postoji. No, u neobrađenom je stanju te nije montiran. Leone i njegov montažer su htjeli dovršiti ove scene za kasnije izdanje, ali ih je spriječila Leoneova smrt.

### Navodne scene i verzije
Mnogi pretpostavljaju kako je drugo kratko pojavljivanje Joea Pescija dio duže scene. U originalnoj knjizi snimanja, ovo pojavljivanje služi tek kako bi se objasnila Maxova povezanost s mafijom. Drugi vjeruju kako je snimljeno još nekoliko scena s Pescijevim likom, ali uvidom u knjigu snimanja može se vidjeti kako je ta tvrdnja pogrešna. (Pesci je kao slavan glumac dobio tako malu ulogu jer mu je bila obećana uloga Maxa, ali ga je Leone zamijenio Jamesom Woodsom. Leone je u znak usluge De Niru dopustio Pesciju da odabere jednu od nekoliko dostupnih uloga, a on je odabrao ulogu Frankieja).
Slično tome, mnogi (uključujući filmskog kritičara Richarda Schickela, koji je snimio komentar filma na DVD-u) pretpostavljaju da je scena s frizbijem dio duže sekvence.

### Skraćene verzije
Postoje tri skraćene verzije filma, od kojih nijedna nije dostupna:
- Verzija od 227 minuta - Kad je u Americi prikazan 'kompletni' film, morao je biti malo skraćen kako bi izbjegao najstrožu cenzuru. Izbačene su dvije scene silovanja i nešto nasilja s početka.
- Televizijska verzija od tri sata (bez reklama) bila je kratko dostupna početkom pa do sredine devedesetih. Zadržala je kronološki red, ali je nedostajalo nekoliko ključnih scena.
- Neslavna američka verzija od 144 minute bila je raširena po Americi. Skratila ju je Ladd Company protivno Leoneovim željama; priča je predstavljena kronološki, što je film učinilo još težim za praćenje. U većini glavnih verzija zadržale su se scene djetinjstva, pa je dio iz 1933. postao najvažniji dio filma. Sve scene iz 1968. s Deborah su izrezane, a scena s ministrom Baileyjem završila je njegovim samoubojstvom iz pištolja (doduše, bez prikazivanja). Ova verzija nije dobro prošla kod američke publike i kritike koji su znali za Leoneovu originalnu verziju, pa su ovu s prijezirom odbacili. Neki kritičari su usporedili skraćivanje filma sa skraćivanjem opera Richarda Wagnera (od kojih neke traju preko pet sati), rekavši bi umjetnička djela i trebala biti duga te da im se treba odati poštovanje koje zaslužuju.

### Sovjetska kino verzija
U Sovjetskom Savezu, film je u kinima prikazan krajem osamdesetih, zajedno s drugim holivudskim blockbusterima kao što su filmovi o King Kongu. Priča je prezentirana kronološki, a film je podijeljen na dva dijela: u prvom su bile scene djetinjstva, a u drugom one iz odrasle dobi. Dijelovi su prikazivani kao odvojeni dijelovi. Osim toga, nije bilo veće cenzure.

## DVD izdanja
Film je objavljen krajem devedesetih i bio je slabe kvalitete. Nije bilo specijalnih dodataka osim kratkog foršpana i popisa glumaca. Dvostruko izdanje filma na DVD-u objavljeno je na Amazonu u lipnju 2003.
No, izdanje je naišlo na kritike zbog manjka specijalnih dodataka i činjenice da, kako je podijeljen na dva diska, prvi završava naglo, tijekom akcijske scene. Prema onima koji su bili prisutni, film je tako prikazan i na premijeri u Cannesu. Dvostruko VHS izdanje završava kad Noodles nakon što Noodles odvede auto u rijeku. Nakon toga se pojavljuje obavijest kraj prvog dijela.

## Soundtrack
Glazbu je skladao Leoneov dugogodišnji suradnik Ennio Morricone.
Zbog duge produkcije filma, Morricone je završio većinu soundtracka prije nego što su mnoge scene uopće snimljene. Neke Morriconeove skladbe svirale su na setu dok je trajalo snimanje (tehnika koju je Leone upotrijebio na snimanju filma Bilo jednom na Divljem zapadu). "Deborah's Theme", koju mnogi smatraju najboljom skladbom sa soundtracka, bila je zapravo napisana za drugi film iz sedamdesetih, ali je odbijena; Morricone ju je pustio Leoneu, koji ju isprva nije htio, smatrajući je presličnom Morriconeovoj naslovnoj temi za Bilo jednom na Divljem Zapadu.
Popis pjesama :
1. Once Upon a Time in America
2. Poverty
3. Deborah's Theme
4. Childhood Memories
5. Amapola
6. Friends
7. Prohibition Dirge
8. Cockeye's Song
9. Amapola, Pt. 2
10. Childhood Poverty
11. Photographic Memories
12. Friends
13. Friendship & Love
14. Speakeasy
15. Deborah's Theme-Amapola
16. Suite from Once Upon a Time in America (Includes Amapola) [#]
17. Poverty [Temp. Version][#]
18. Unused Theme [#]
19. Unused Theme [Version 2][#]

Osim originalne, film je koristio i "gotovu" glazbu, uključujući:
- "God Bless America" (napisao Irving Berlin, izvela Kate Smith - 1943.) - Svira tijekom uvodne špice na radiju u Evinoj sobi.
- "Yesterday" (napisali John Lennon i Paul McCartney - 1965.) - Izmijenjena verzija pjesme svira po Noodlesovu prvom povratku u New York 1968., dok se gleda u zrcalo na postaji. Instrumentalna verzija pjesma svira za vrijeme razgovora između Noodlesa i "Baileyja" pri kraju filma.
- "Amapola" (napisao Joseph LaCalle - 1923.) - Zapravo namijenjena za operu, nekoliko instrumentalnih verzija ove pjesme svira tijekom filma; jazz verzija koja svira na gramofonu uz koji 1922. pleše mlada Deborah; sličnu verziju svira jazz bend Debelog Moea u ilegalnoj točionici 1932.; gudačka verzija, tijekom Noodlesova spoja s Deborah. Obe verzije dostupne su na soundtracku.
- "The Thieving Magpie (Overture)" (Gioacchino Rossini - 1817.) - Korištena u sceni mijenjanja beba u bolnici.
- "Summertime" (George Gershwin - 1935.) - Svira je jazz bend tijekom scene na plaži kad kupači saznaju za ukidanje prohibicije.
- "Nigh and Day" (napisao i otpjevao Cole Porter - 1932.) - Svira tijekom zabave ministra Baileyja u 1968.

Bilo jednom u Americi (Once Upon a Time in America) smatra se Morriconeovim najboljim djelom, ali je na dodjeli Oscara album diskvalificiran zbog tehničkih razloga; u originalnoj američkoj verziji, Morriconeovo ime je (slučajno) izostavljeno iz uvodne špice.

## Kritike i današnji status filma
Premijera filma na filmskom festivalu u Cannesu bio je veliki uspjeh. Iako su neke ženske pripadnice publike bile uvrijeđene scenama silovanja i prikazom žena, film je bio iznimno uspješan, zasluživši petnaestominutni pljesak publike. Originalna verzija filma prikazana u  Europi zaslužila je odlične kritike te je odlično prošla u kinima Europe i inozemstva. Međutim, premijere u  Kanadi i SAD-u zaradile su pomiješane recenzije. Film je bio drastično skraćen, najviše iz komercijalnih razloga. Leone, koji je odbio režiju Kuma dvanaest godina prije, bio je ljut kad je nekoliko američkih kritičara nazvalo skraćenu verziju filma "židovskim Kumom". 144-minutna verzija bila je fijasko i kritičari su je pokopali. Roger Ebert je, međutim, u recenziji iz 1984. naglasio kako je originalna verzija remek-djelo, dok je skraćena bila obična karikatura.
Originalna verzija filma bila je najhvaljeniji Leoneov film. James Woods smatra da mu je uloga u Bilo jednom u Americi najbolja u životu. Ebert je u svojoj recenziji filma  Briana de Palme, Nedodirljivi, nazvao originalnu verziju filma najboljim prikazom ere prohibicije. Časopis Sight and Sound uvrstio je film među deset najboljih u zadnjih dvadeset i pet godina. Iako je često nepovoljno uspoređivan s Kumom, Bilo jednom u Americi je ipak proglašen klasikom filmske umjetnosti.

## Vanjske poveznice
- Bilo jednom u Americi u internetskoj bazi filmova IMDb-a
- Analiza filma na Aboutfilm.com  Arhivirana inačica izvorne stranice od 23. srpnja 2011. (Wayback Machine)
- Recenzija Rogera Eberta iz 1984.  Arhivirana inačica izvorne stranice od 9. listopada 2012. (Wayback Machine)
- Stranica posvećena filmu